# Skrzyżowanie

Znak ostrzegawczy A-5: „skrzyżowanie dróg równorzędnych”

Znak ostrzegawczy A-6a: „skrzyżowanie z drogą podporządkowaną występującą po obu stronach”

Skrzyżowanie – część drogi będąca połączeniem dróg albo jezdni jednej drogi w jednym poziomie, z wyjątkiem połączenia drogi o nawierzchni twardej z drogą o nawierzchni gruntowej lub z drogą wewnętrzną. Przecięcie się dróg gruntowych mających jezdnię jest traktowane jak skrzyżowanie.
W Polsce wszystkie skrzyżowania są równorzędne, o ile odpowiednie znaki lub sygnały drogowe nie ustalają pierwszeństwa dla któregoś z kierunków.
Niebezpieczne skrzyżowania są oznaczane odpowiednimi znakami drogowymi. Na każdym skrzyżowaniu kierujący ma obowiązek zachowania szczególnej ostrożności. Obowiązek utrzymania skrzyżowania ma zarządca drogi wyższej kategorii.

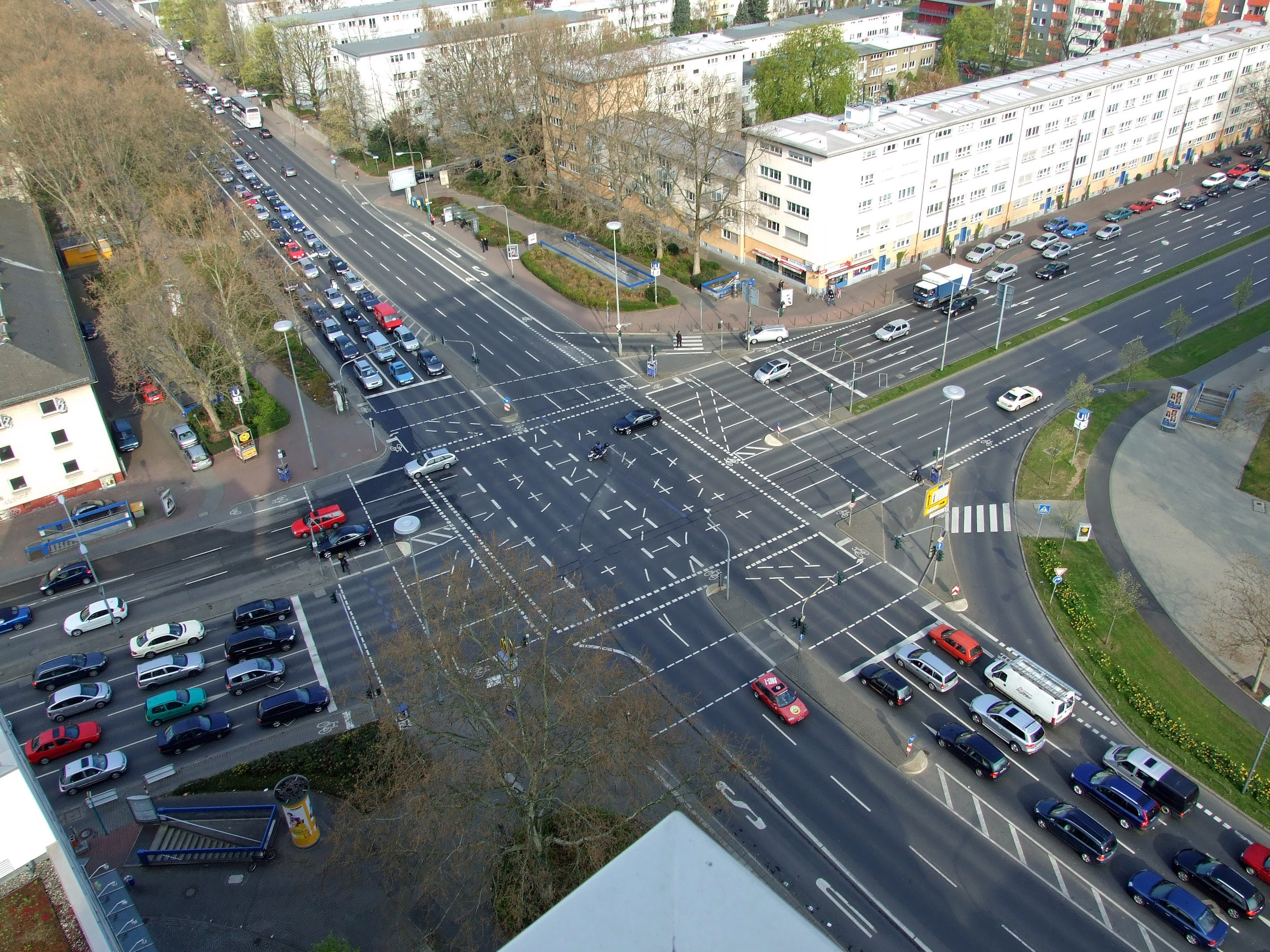
Skrzyżowanie we Frankfurcie nad Menem
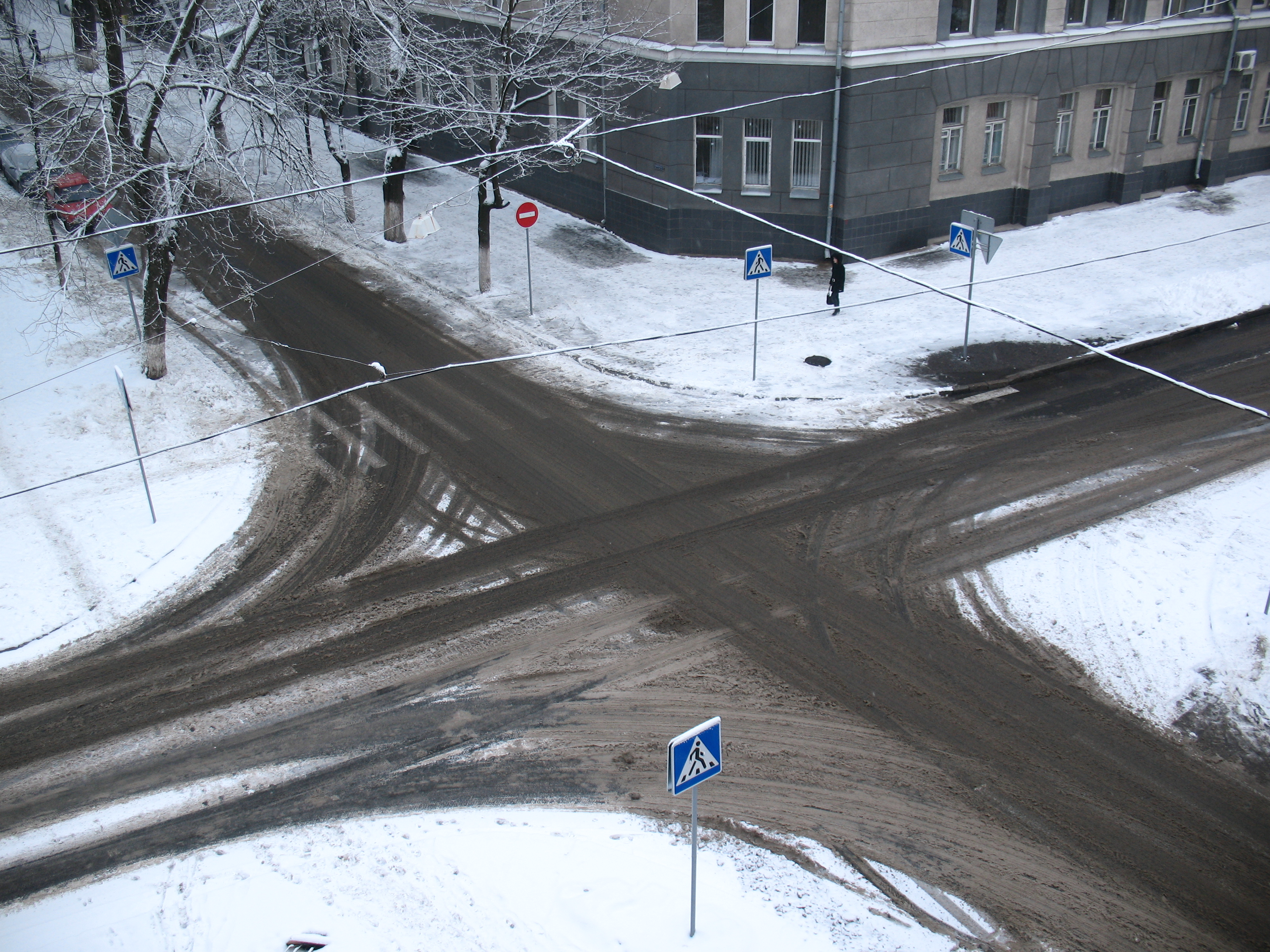
Skrzyżowanie w Charkowie